# Кунімунд II да Сірміоне
Кунімунд II да Сірміоне (італ. Cunimondo II da Sirmione) — багатий лангобардський шляхтич, сановник при дворі короля Дезидерія.

## Біографія

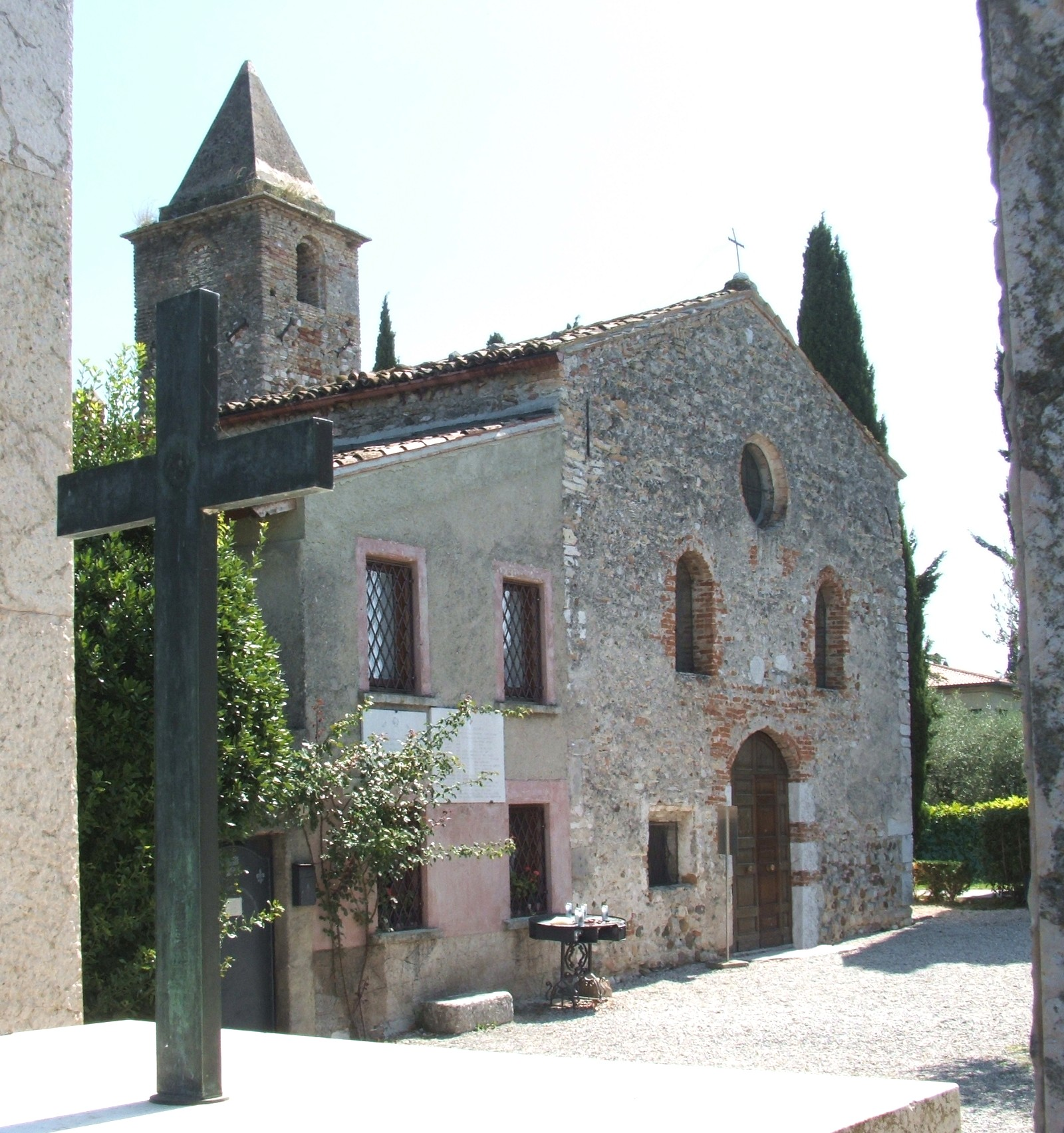
Церква Сан-П'єтро-ін-Мавіно у Сірміоне

Кунімунд II да Сірміоне жив у VIII столітті, був сином Кунімунда I, володів поселенням Сірміоне та навколишніми землями. Обіймав високу посаду при дворі лангобардського короля Дезидерія.
У 765 році Кунімунда звинуватили у вбивстві Маніперто, придворного та довіреної особи королеви-консорта Анси, яке сталося в королівському палаці в Павії у період між серпнем 764 року та березнем 765 року. Кунімунда заарештували, ув'язнили, а все його майно, рухоме та нерухоме, конфіскували та передали монастирю Сан-Сальваторе-ді-Брешія. За тогочасними законами Кунімунда мали стратити, але, завдяки заступництву королеви, він вийшов на волю. Конфісковане майно йому повернули на умовах узуфрукту, тобто він отримав довічне право користуватися цим майном та отримувати з нього прибуток, але після смерті шляхтича це майно мав успадкувати вищезазначений монастир Сан-Сальваторе. Втім, в архівах лишився тільки документ (заповіт) від 13 червня 765 року, за яким Кунімунд своє майно заповів чотирьом церквам: Сан-Віто-е-Модесто, Сан-Мартіно та Сан-П'єтро-ін-Мавіно у Сірміоне та церкві Сан-Мартіно-Гуснаго (сучасна комуна Черезара в Мантуї). Окремим пунктом Кунімунд заповів після його смерті та смерті дружини відпустити на волю усіх своїх слуг і служниць.
Був одружений з жінкою на ім'я Контруда.